# Hippocampus comes
Hippocampus comes é uma espécie de peixe da família Syngnathidae.
Pode ser encontrada nos seguintes países: Índia, Indonésia, Malásia, Filipinas, Singapura e Vietname.
Os seus habitats naturais são: pradarias aquáticas subtidais e recifes de coral.
Está ameaçada por perda de habitat.